# Nikolaj Ignatiev

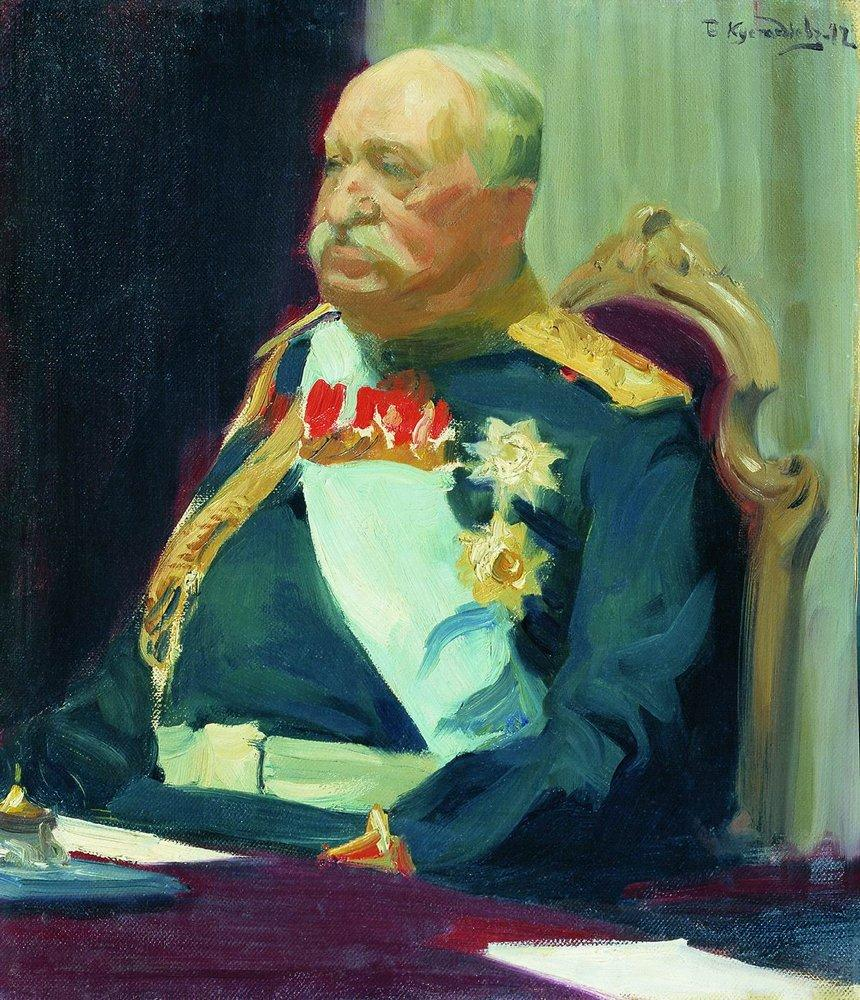
N.P. Ignatiev, porträtterad av Boris Kustodijev

Nikolaj Pavlovitj Ignatiev, född 29 januari 1832 i Sankt Petersburg, Kejsardömet Ryssland, död 3 juli 1908, var en rysk greve, diplomat, politiker och general. 
Han deltog i Krimkriget (1853-1856) som överste, utnämndes 1856 till militärattaché i London och medverkade i förhandlingarna i samband med Parisfreden samma år. Under följande år tog han aktiv del i det ryska imperiets expansion vid gränsen till Kina och var 1859-1861 sändebud i Peking under förhandlingarna om den så kallade Pekingkonventionen. 
Som övertygad panslavist var hans mål under sin tid som rysk ambassadör i Konstantinopel 1864-1877 att verka för befrielse för de slaviska folken på Balkan. En framgång för hans politik var sultanens beslut 1870 att upprätta det bulgariska exarkatet, vilket Ryssland deklarerade sitt beskydd över. Genom att underblåsa missnöjet bland osmanska rikets slaviska undersåtar gav han stöd till upproren i Bosnien-Hercegovina 1875 och Bulgarien 1876, vilka framkallade det Rysk-turkiska kriget 1877-1878. Han deltog i fredsförhandlingarna som ledde fram till fördraget i San Stefano. Trots att freden var en stor rysk framgång föll han strax därefter i onåd hos tsar Alexander II och lämnade för en tid politiken. 
Efter mordet på Alexander II 1881 utsågs han av dennes son, den reaktionäre Alexander III, till inrikesminister. Men inte ens den konservative Ignatiev var tillräckligt reformfientlig för tsaren utan avsattes 1882, sannolikt efter att han föreslagit att en adelsförsamling skulle sammankallas. Under sin ministertid initierade, eller åtminstone tolererade, han svåra judeförföljelser (så kallade pogromer). Han intog även under den senare delen av sitt liv en ledarställning inom det panslavistiska partiet och var ordförande i dess organ "Det slaviska välgörenhetssällskapet".
Han är far till utbildningsminister Pavel Ignatiev, farfar till diplomaten George Ignatieff och farfarsfar till den kanadensiska politikern Michael Ignatieff. 